# Château de Donnington
Ne doit pas être confondu avec le château de Donington dans la ville de Castle Donington.
Le château de Donnington est un château médiéval en ruines, situé dans le village britannique de Donnington, à l’extrême nord de Newbury, dans le comté anglais du Berkshire. Il fait aujourd’hui partie des propriétés de l’English Heritage.

## Historique
Le château de Donnington a été construit par Richard Abberbury l’Ancien à la suite d'une autorisation de créneler délivrée par le roi d’Angleterre Richard II, en 1386.
Le château a ensuite été acheté par Thomas Chaucer, fils du poète Geoffrey Chaucer, comme résidence pour sa fille Alice, future duchesse de Suffolk. Il le transmet à la famille Tudor, et l'édifice devient ainsi propriété royale. Le roi Henri VIII s’y rend, ainsi que sa fille, future reine Élisabeth Ire ; cette dernière demande même à y vivre en 1554 durant son emprisonnement par sa sœur, Marie Ire, mais n’y est pas autorisée.
Lorsqu’éclate la Première Révolution anglaise, le château est propriété des Packer, famille de parlementaires. Après la première bataille de Newbury, le 20 septembre 1643, il est pris par le roi et gardé par John Boys (en) ; bien qu’assiégé pendant la majeure partie de la guerre, le château arrive à maintenir le calme sur les routes de Londres au sud-ouest de l’Angleterre et d’Oxford à Southampton. Pendant la seconde bataille de Newbury, le 27 octobre 1644, les armées des assaillants parlementaires sont repoussées ; mais après un siège de 18 mois, la garnison se rend et rejoint les forces royalistes à Wallingford.
En 1646, le Parlement vote la démolition du château. Il n’en reste que la porte et les fondations, propriétés de l’English Heritage.

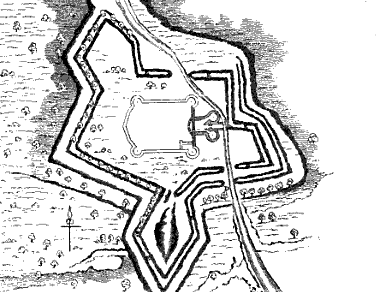
Estampe de William Woolnoth montrant le château du XIVe siècle, entouré des fortifications du XVIIe siècle à la Vauban. Les parties démolies figurent en pointillés, les parties subsistant en 1825 sont représentées en traits pleins épais.
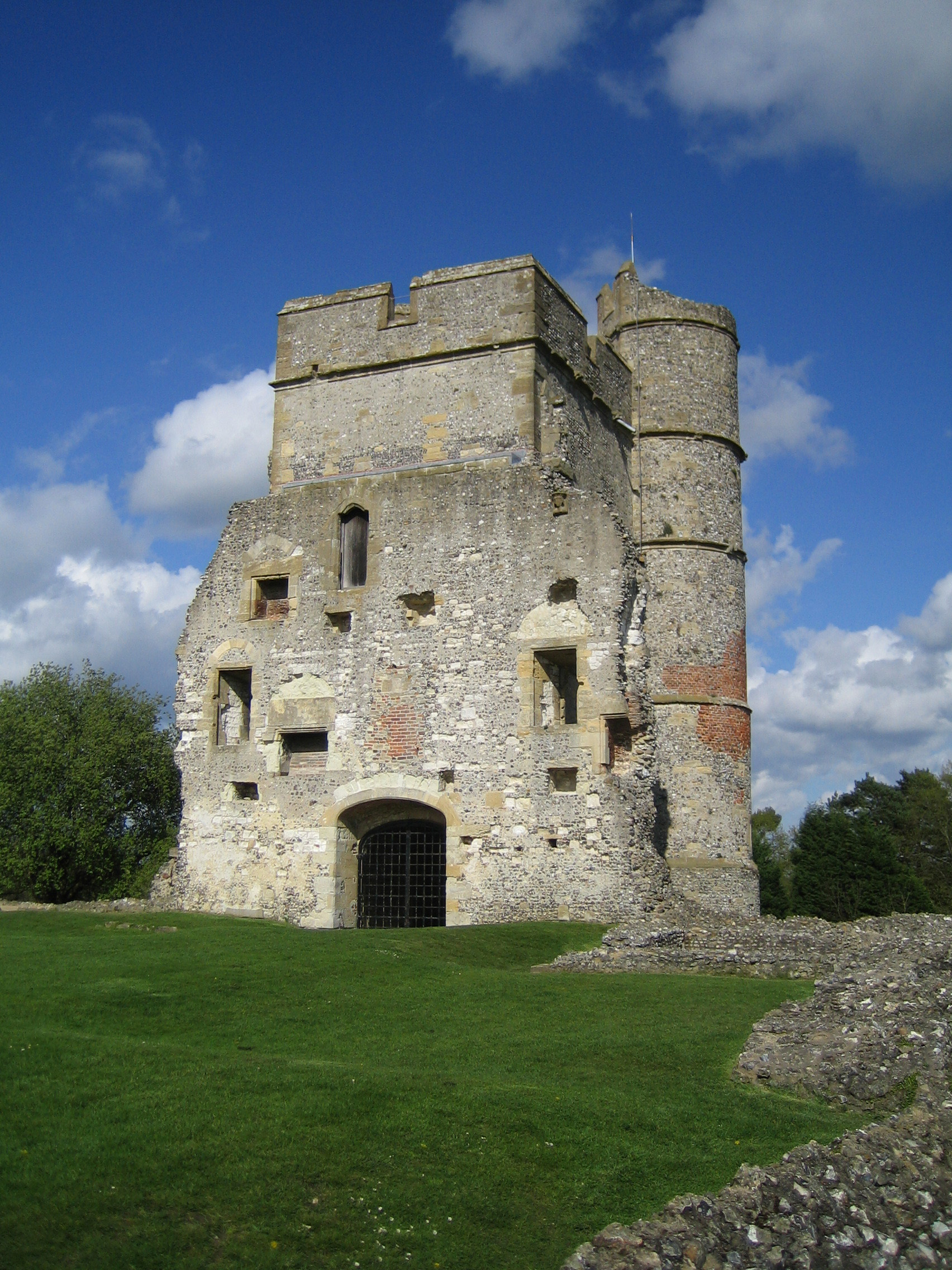
Les ruines, du côté intérieur.
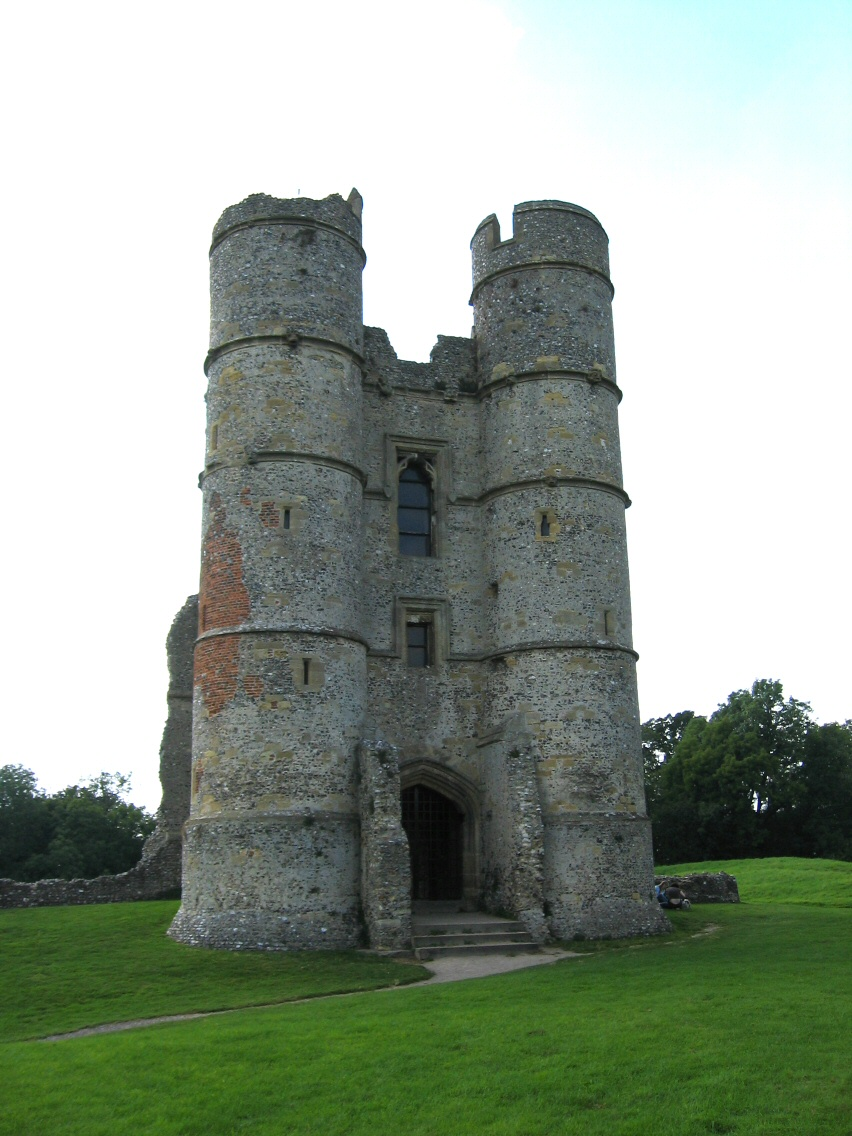
Les ruines, du côté de l’entrée.

## Informations externes
- Le château de Donnington sur le site de l’English Heritage
- Site de l’Earl Rivers Regiment of Foote, une association qui rejoue les évènements qui se sont déroulés au château de Donnington durant la Première Révolution anglaise
- Histoire du château sur le site de l’Histoire du Berkshire par David Nash Ford